# Perilissus holmgreni
Perilissus holmgreni är en stekelart som beskrevs av Heinrich Habermehl 1925. 
Perilissus holmgreni ingår i släktet Perilissus och familjen brokparasitsteklar. Utöver nominatformen finns också underarten P. h. obscuratus.